# Tophane

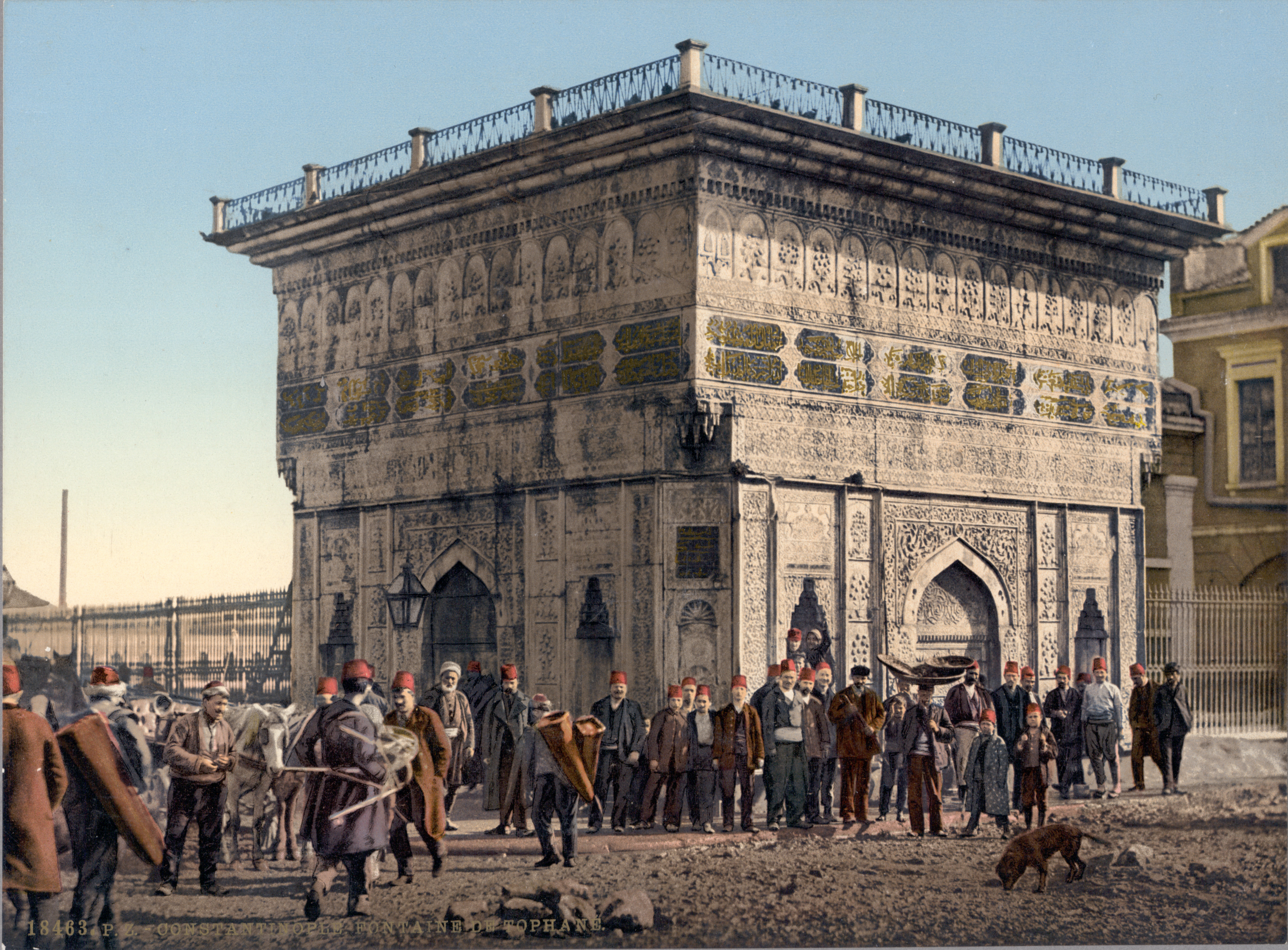
A Fonte de Tophane (Tophane Çeşmesi) em postal datado de c. 1890-1900

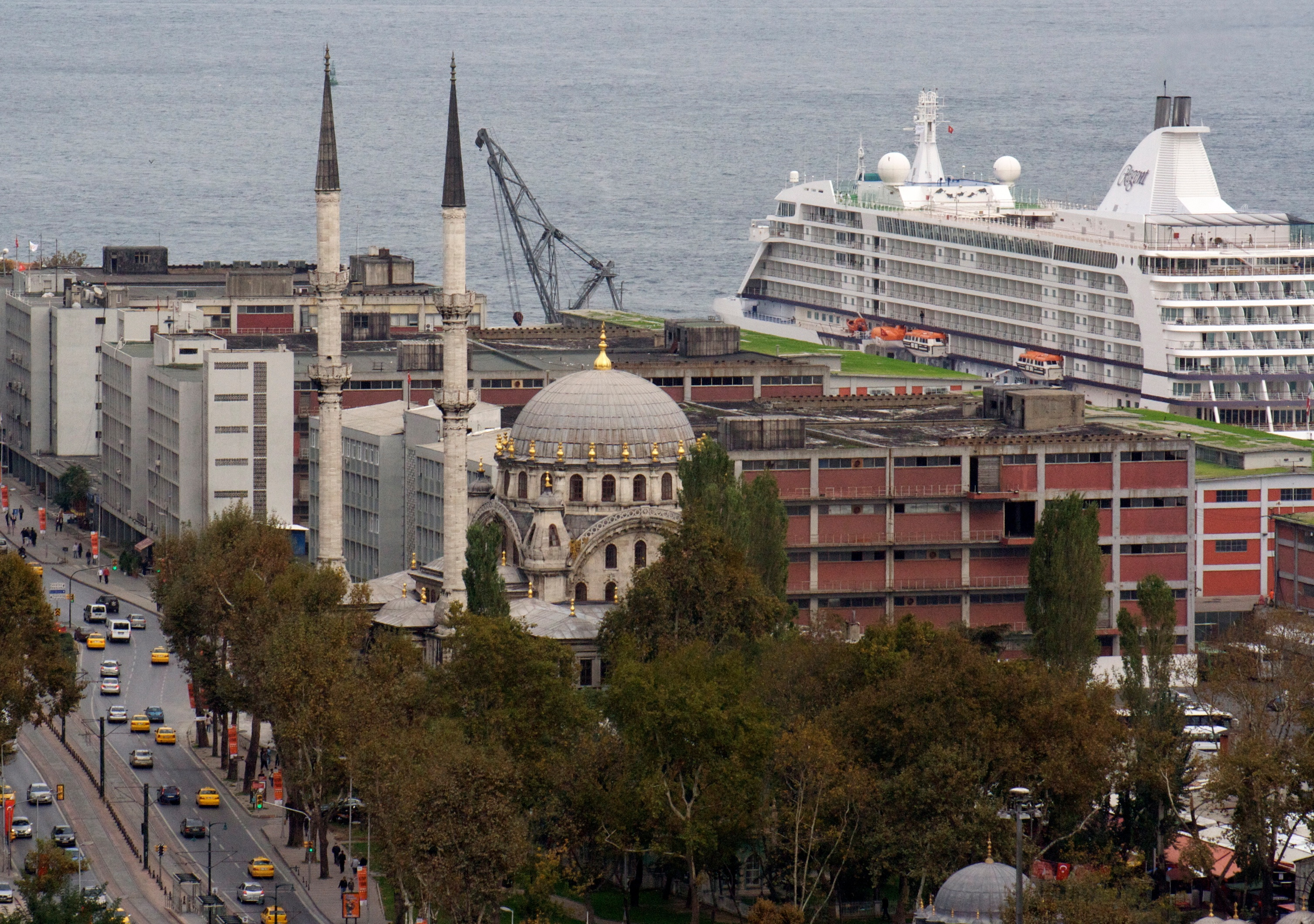
Vista da Mesquita Nusretiye e do cais de Tophane

Tophane é um bairro de Istambul, Turquia, que faz parte do distrito de Beyoğlu, na margem do Bósforo imediatamente acima do Corno de Ouro e do bairro vizinho de Karaköy. Foi a zona industrial mais antiga do período otomano.

## História
O nome do bairro denuncia a sua antiga função: era naquele local que funcionava o Tophane-i Amire (Arsenal Imperial), uma fábrica de armamento fundada no reinado de Maomé II, o Conquistador cuja principal atividade era o fabrico de canhões e balas de canhão. A fábrica, que aparece numa das gravuras de Antoine Ignace Melling (1763-1831), um artista de ascendência francesa que esteve em Istambul ao serviço do sultão durante 18 anos, já não existe. Em 1823, durante o incêndio de Firuz Ağa, a fábrica e os quartéis arderam. A área foi depois reconstruída, tendo sido também então erigida a Mesquita Nusretiye. Os últimos vestígios dos edifícios militares, a sede do Estado Maior e alguns pavilhões industriais militares foram demolidos em 1958 para alargamento de ruas, e atualmente os únicos vestígios das instalações militares são a Mansão Mecidiye, uma torre de relógio e outro edifício que foi convertido no Centro de Cultura e Artes da Universidade de Belas Artes Mimar Sinan, um dos espaços de exposição mais prestigiados de Istambul e um dos locais onde decorre a Bienal de Istambul.
Além dessas construções e da Mesquita Nusretiye, o monumento histórico mais importante do bairro é a Fonte de Tophane (Tophane Çeşmesi), uma fonte monumental mandada construir por Mamude I em 1732 na Praça Tophane, a Mesquita de Quilije Ali Paxá e o külliye (complexo social e religioso) que lhe está anexo (Kılıç Ali Paşa Külliyesi). O külliye é constituído por um madraçal (escola islâmica), um hamame (balneário), um türbe (mausoléu) e uma fonte; foi encomendada pelo almirante e corsário Quilije Ali Paxá (conhecido como Uluje Ali no Ocidente), ao arquiteto imperial Mimar Sinane, autor de algumas das obras de arquitetura mais notáveis de Istambul, que a projetou e dirigiu a sua construção entre 1578 e 1587.
O bairro deu o nome ao Acordo de Tophane, que ali foi assinado em 1886, no qual o Império Otomano reconheceu a Unificação da Bulgária.

## População
Inicialmente a maioria da população do bairro era cristã e constituída por gregos e arménios. No início do século XX começaram a instalar-se na zona muitos turcos provenientes da Anatólia, que se empregavam como operários nos estaleiros navais e noutras indústrias. Devido ao grande afluxo destes imigrantes, os turcos passaram a ser a maioria da população. Além de turcos, muitos deles provenientes das províncias de Erzurum e Erzinjane, instalaram-se também em Tophane muitos árabes vindos da província de Sirte, no Sudeste da Anatólia e curdos da província de Bitlisse, na Anatólia Oriental.
Os atuais habitantes do bairro são geralmente apontados como sendo conservadores em termos políticos e sociais, o que ultimamente tem provocado algumas tensões devido à crescente instalação de galerias de arte e de bares modernos que por sua vez atraem uma clientela com hábitos que chocam os dos locais. Em setembro de 2010 chegou ao ponto de ter havido confrontos violentos.

## Cultura
A Universidade de Belas Artes Mimar Sinan está instalada em Tophane, à beira do Bósforo, ao lado de um jardim de esculturas ao ar livre. O bairro é uma zona de recreio popular na cidade, quer para passeios à beira-mar, quer para compras nas muitas lojas ou para frequentar as muitas casas de chá e de narguilé. Nos últimos anos abriram muitas galerias de arte na área. O museu de arte moderna Istanbul Modern, um dos mais importantes do seu género na cidade, está instalado num antigo armazém de Tophane.